# Ґлен Альфред Едмундович
Глен (Ґлен) Альфред Едмундович (нім. Alfred von Glehn; 6 [18] січня 1858 Ревель — 12 січня 1927 Берлін) — російський віолончеліст.
Учень К. Ю. Давидова. Блискучий виконавець, віртуоз, ерудований музикант з тонким смаком і органічним відчуттям природи і можливостей віолончелі, з успіхом виступав в таких містах як Лейпциг, Дрезден, Відень, Париж, Лондон. А. Е. фон Глен грав в тріо з піаністами С. І. Танєєвим, О. І. Зілоті, В. І. Сафоновим, скрипалями Л. С. Ауером і І. В. Гржималі.
Очолював класи віолончелі, контрабаса та камерного ансамблю в Харківському музичному училищі (1882—1890), а в 1888 році організував студентський симфонічний оркестр при Харківському університеті, ставши його диригентом. У 1890 році на запрошення В. І. Сафонова став спочатку професором, а незабаром і помічником ректора Московської консерваторії. Серед найбільш великих учнів А. Е. фон Глена — віолончелісти К. А. Миньяр-Белоручев, К. ВилкомирсЬкий, А. І. Могилевський, Г. П. П'ятигорський, С. П. Ширинский; композитор О. А. Крейн.
У 1921 покинув Росію і деякий час викладав в Талліні. З 1925 року і до кінця життя професор Консерваторії Кліндворта-Шарвенка в Берліні.